# Caudebec-lès-Elbeuf
Caudebec-lès-Elbeuf è un comune francese di 9 831 abitanti situato nel dipartimento della Senna Marittima nella regione della Normandia.

## Società

### Evoluzione demografica
Abitanti censiti

## Amministrazione

### Gemellaggi
- Vigarano Mainarda